# Jan Sokal
Jan Sokal (ur. 12 grudnia 1967) – polski lekkoatleta, specjalizujący się w biegach średniodystansowych i długodystansowych.

## Osiągnięcia
- Mistrzostwa Polski seniorów w lekkoatletyce
  - Piła 1996 – srebrny medal w biegu na 1500 m

- Halowe mistrzostwa Polski seniorów w lekkoatletyce
  - Spała 1992 – brązowy medal w biegu na 1500 m
  - Spała 1996 – srebrny medal w biegu na 1500 m, brązowy medal w biegu na 3000 m

## Rekordy życiowe
- bieg na 800 metrów
  - stadion – 1:49,85 (Białystok 1991)
- bieg na 1500 metrów
  - stadion – 3:40,74 (Sopot 1993)
- bieg na 3000 metrów
  - stadion – 08:11,74 (Poznań 1995)